# Casshern
Casshern (キャシャーン, Kyashān) és una pel·lícula de superherois tokusatsu del 2004 japonesa adaptació cinematogràfica de la sèrie d'anime del mateix nom, escrita, dirigida, rodada i editada per Kazuaki Kiriya. És una de les poques pel·lícules estrenades a mitjans de la dècada del 2000 (Sky Captain i el món del demà, Immortel, ad vitam (ambdues de 2004) i Sin City (2005), entre d'altres per ser rodada íntegrament en un "backlot digital".

## Argument
Una guerra de cinquanta anys entre la Federació Oriental i Europa acaba, amb la Federació prenent el control del continent d'Euràsia. Un moviment de resistència s'aixeca a la Zona 7 i la Federació mobilitza els seus militars. Tanmateix, la guerra i la indústria pesant han esgotat la Federació i contaminat el medi ambient.
El Dr. Azuma presenta el seu descobriment de les Neo cèl·lules, cèl·lules humanes que, en teoria, es poden convertir per regenerar teixit humà. Les Neo Cèl·lules només es troben al genoma d'"un grup ètnic primitiu". Afirma que pot desenvolupar les Neo Cèl·lules per a ús humà, però ràpidament és denunciat. Però Kaoru Naito, de Nikko Hairal Inc., ofereix el patrocini del Dr. Azuma. L'Azuma està convençut quan Naito insinua que acceptar també ajudarà el doctor Azuma a curar la seva dona, Midori.
Segueix una sessió de fotos a la Residència Azuma, que commemora el compromís de Tetsuya (fill d'Azuma) amb la seva xicota, Luna. Discuten sobre la incorporació de Tetsuya a l'exèrcit. Un any més tard, Tetsuya es desplega a la Zona 7 d'Euràsia. Mata civils, i és assassinat per una trampa amb punxes.
L'Azuma convida el pare de la Luna, el doctor Kozuki, al seu laboratori. Són rivals, ja que la investigació cel·lular d'Azuma fa que la recerca de l'armadura de Kozuki sigui redundant. No obstant això, tot i que els òrgans s'han crescut a partir de les Neo Cèl·lules, no es poden utilitzar. Mentrestant, Midori, ara gairebé cec, rep la visita del fantasma de Tetsuya. Poc després se li informa de la seva mort. El seu cos és enviat al laboratori d'Azuma.
El fantasma de Tetsuya veu el cos. Un llamp colpeja la instal·lació i estimula les Neo Cèl·lules, fent que les extremitats i els òrgans es reestructuren en humans. Naito demana als militars que els matin. Però uns quants escapen i es troben amb la Midori al seu cotxe, que segresten.
Azuma porta el cos de Tetsuya al seu laboratori. Tetsuya és ressuscitat, però la seva condició és inestable, i és portat a la residència d'en Kozuki. Kozuki el posa amb un prototip d'armadura de batalla.
Els Neo humans viatgen a la Zona 7, refugiats en un castell abandonat, on descobreixen un exèrcit de robots. Es diuen "Neo-Sapiens", juren venjança i reactiven els robots per fer la guerra a la humanitat.
La residència d'en Kozuki és atacada i en Tetsuya es desperta. Mata una Neo-Sapiens, Saguree, però no pot salvar en Kozuki. S'escapa amb la Luna però s'enfronta a un batalló de robots. Després d'eliminar-los, Tetsuya lluita contra el líder, Burai, només per perdre el coneixement. Quan arriba, ell i la Luna van a la Zona Set, però la ruta està contaminada, i la Luna cau malalta.
Tetsuya és trobada al bosc per un metge i conduïda a un poble proper a la Zona Set, on el metge tracta a la Luna. Es revela que la gent de la Zona Seven no és gens terrorista, sinó que ha estat massacrada durant dècades a causa de les polítiques discriminatòries del govern. El metge, en conversa, informa a Tetsuya d'una llegenda local d'una deïtat protectora anomenada "Casshern", una deïtat l'estàtua de la qual fa nombroses aparicions a la pel·lícula. Tetsuya lluita contra Barashin mentre el poble és atacat per l'exèrcit i els Neosapiens, i és aquí on es refereix a si mateix com a Casshern. Mentre que tots dos pateixen ferides en la lluita, Casshern és el vencedor i Barashin mor. Lluitar contra Barashin va fer que Tetsuya perdés Luna, que va escapar amb un Neo-sapiens no verbal i finalment va trobar el seu camí cap a un tren ple de vilatans capturats de la Zona Set. Aquí, la Luna i el Neo-sapiens s'enfronten a un científic afligit que culpa als Neo-Sapiens de la pèrdua de la seva filla. Luna és rescatada pel Dr. Azuma, però el Neo-Sapiens està ferit.
Es produeix un cop d'estat i el fill del general Kamijo pren el relleu, mentre al laboratori Naito revela que les Neo Cèl·lules no són el que semblen. Les Neo Cell van ser adquirides dels "humans originals" sacrificats de la Zona Set amb el propòsit de perllongar la vida del general Kamijo i les seves cohorts, i la cultura Neo Cell no va crear de fet els Neo-Sapiens. Simplement es va unir a les parts del cos que van ser collides de les víctimes de la Zona Set després de ser colpejada pel llamp de pedra. Tot i que el doctor Azuma havia estat la punta de llança dels experiments macabres, no és capaç d'explicar què ha passat. Mentre parlen, el llamp de pedra s'enfonsa i en Casshern sembla caure del cel al laboratori, que ara està en ruïnes.
Burai arriba amb un dirigible i segresta Luna, Casshern i el Neo-Sapiens moribund, deixant sols un Naito, ara ferit de mort, el doctor Azuma i el fill del general Kamijo. Burai dona les seves raons per odiar a l'humanitat, i Casshern troba la seva mare, però aparentment està morta. Burai llança una màquina gegant que sembla estar preparada per autodestruir-se, que mata innombrables soldats. Casshern fa servir totes les seves forces per aturar la màquina, encara que detona lluny de qualsevol zona urbana o densament poblada.
Al final, el fill del general mata en Burai amb una granada després de revelar que era humà durant tot el temps, i s'assabenta que Tetsuya, durant el seu servei militar, va matar la família d'en Burai. En Casshern impedeix que el seu pare ressusciti la seva mare, així que el doctor Azuma reviu disparant la Luna al cap. Luna és reviscolada per la sang de Burai, només després que Casshern mati el seu pare.
Les ànimes dels morts arriben a Casshern mentre ell i Luna s'abracen. La Luna arrenca el vestit de contenció de la Tetsuya i un pilar de focs de llum a través de l'espai i s'estavella contra un altre planeta. La pel·lícula acaba amb un muntatge dels personatges en temps més feliços.

## Repartiment
- Yusuke Iseya com a Tetsuya Azuma/Casshern
- Kumiko Asō com a Luna Kozuki
- Akira Terao com el professor Kotaro Azuma
- Kanako Higuchi com Midori Azuma
- Fumiyo Kohinata com a professor Kozuki
- Hiroyuki Miyasako com Akubon
- Jun Kaname com a Barashin
- Hidetoshi Nishijima com el tinent coronel Kamijo
- Mitsuhiro Oikawa com a Kaoru Naito
- Susumu Terajima com a Sakamoto
- Hideji Ōtaki com a president Kamijo
- Tatsuya Mihashi com el professor Furoi
- Toshiaki Karasawa com a Burai
- Ryō com a San Ikegami
- Mayumi Sada com a Saguree
- Tetsuji Tamayama
- Gorō Naya com a narrador

## Producció
La pel·lícula està basada en una sèrie de televisió d'anime de 1973, Shinzō Ningen Kyashān (traduït com a "Neo-Human Casshern" i conegut com a "Casshan" als Estats Units). States) de l'estudi d'animació Tatsunoko Productions. Juntament amb les pel·lícules contemporànies Able Edwards, Sky Captain i el món del demà, Immortel, ad vitam i  Sin City, va ser una de les primeres pel·lícules d'imatge real que es van rodar en un backlot digital, amb els actors actuant davant d'una pantalla verda i tots els elements escènics menys els més senzills afegits digitalment després del fet.
A més d'haver estat influenciat per Hamlet de Shakespeare, el director Kazuaki Kiriya afirma que es va inspirar en l'avantguarda russa per inspirar-se visualment.
Segons Kiriya, en una entrevista a Joblo, es va necessitar dos mesos per rodar la pel·lícula i sis mesos més de treball de postproducció. L'aspecte de la pel·lícula es va aconseguir mitjançant una combinació de mitjans de CGI (supervisat per Haruhiko Shono), pintures matte fins i tot la forta implicació de Kiriya amb la cinematografia.
El llançament japonès conté una banda sonora de 6.1 canals (Dolby Digital 5.1 al PAL Regió 2) i subtítols en anglès.
El tema principal, "Dareka no Negai ga Kanau Koro", va ser escrit i cantat per l'aleshores dona del director, la cantant de pop Hikaru Utada.
La pel·lícula va ser l'últim paper de Tatsuya Mihashi abans de la seva mort.

## Banda sonora
El 23 d'abril de 2004 es va publicar una banda sonora de 2 discos titulada OUR LAST DAY -CASSHERN OFFICIAL ALBUM-.
| 1.  | «Kuki (STEM)» (茎 (ステム))                                                          |  |
| 2.  | «LIKE NO ONE'S LOOKING»                                                              |  |
| 3.  | «MASQUERADE»                                                                         |  |
| 4.  | «ORIGINAL HUMAN»                                                                     |  |
| 5.  | «Suisha» (水写)                                                                      |  |
| 6.  | «Pluriel»                                                                            |  |
| 7.  | «BORDERLINE»                                                                         |  |
| 8.  | «Requiem»                                                                            |  |
| 9.  | «Mugen no Dejabū kara ～Peaceful Session～» (無限のdéjà vuから ～Peaceful Session～) |  |
| 10. | «Dareka no Negai ga Kanau Koro»                                                      |  |

| 1.  | «Kōhai» (荒廃)    |  |
| 2.  | «An'ei» (暗影)    |  |
| 3.  | «Taidō» (胎動)    |  |
| 4.  | «Memai» (眩暈)    |  |
| 5.  | «Shin'i» (神意)   |  |
| 6.  | «Kidō» (軌道)     |  |
| 7.  | «Fukkatsu» (復活) |  |
| 8.  | «Ashioto» (足音)  |  |
| 9.  | «Inori» (祈り)    |  |
| 10. | «Gen'ei» (幻影)   |  |
| 11. | «Sakebi» (叫び)   |  |
| 12. | «Kioku» (記憶)    |  |
| 13. | «Rinne» (輪廻)    |  |
| 14. | «THE LAST DAY»    |  |

Fou llançat un altre àlbum titulat CASSHERN ORIGINAL SOUNDTRACK: Complete Edition. Aquest àlbum està compost i arranjat per Shiro Sagisu amb diverses cançons compostes per Tomohiko Gondo i arranjades per Yuichiro Honda.
| 1.  | «Kōhai (SCENE 03)» (荒廃(SCENE 03))    |  |
| 2.  | «An'ei (SCENE 12)» (暗影(SCENE 12))    |  |
| 3.  | «Taidō (SCENE 14)» (胎動(SCENE 14))    |  |
| 4.  | «Kikan (SCENE 16)» (帰還(SCENE 16))    |  |
| 5.  | «Memai (SCENE 22)» (眩暈(SCENE 22))    |  |
| 6.  | «Senkō (SCENE 34)» (閃光(SCENE 34))    |  |
| 7.  | «Shin'i (SCENE 40)» (神意(SCENE 40))   |  |
| 8.  | «Tōbō (SCENE 43)» (逃亡(SCENE 43))     |  |
| 9.  | «Kidō (SCENE 51)» (軌道(SCENE 51))     |  |
| 10. | «Fukkatsu (SCENE 65)» (復活(SCENE 65)) |  |

| 1.  | «Ashioto (SCENE 72)» (足音(SCENE 72))  |  |
| 2.  | «Inori (SCENE 81)» (祈り(SCENE 81))    |  |
| 3.  | «Inga (SCENE 94)» (因果(SCENE 94))     |  |
| 4.  | «Sakudō (SCENE 104)» (策動(SCENE 104)) |  |
| 5.  | «Gen'ei (SCENE 117)» (幻影(SCENE 117)) |  |
| 6.  | «Sakebi (SCENE 138)» (叫び(SCENE 138)) |  |
| 7.  | «Kioku (SCENE 149)» (記憶(SCENE 149))  |  |
| 8.  | «Rin'ne (SCENE 153)» (輪廻(SCENE 153)) |  |
| 9.  | «THE LAST DAY (SCENE 156)»             |  |
| 10. | «Moonlight Sonata» (Bonus Track)       |  |

## Recepció
Casshern va debutar el 24 d'abril de 2004 s'estrenà en cinquè lloc amb un total brut de 1.530.216 dòlars estatunidencs en 181 sales. Mantingut entre els deu primers durant cinc setmanes, la pel·lícula va guanyar menys de 13 milions USD 13 milions. El cost de producció es va estimar en 6,6 milions de dòlars.
A Rotten Tomatoes, Casshern ha obtingut un índex d'aprovació global del 70% a partir de 10 comentaris de la crítica. Empire li va donar 3 de les 5 estrelles possibles i el va descriure com "defectuós i desordenat, però un mirador d'infern" mentre que el ressenyador d’IGN Hock Teh, va donar al DVD nord-americà un 8 de 10, afirmant que "sense cap mena de dubte, Casshern és una obra de cinema convincent". El ressenyador de Variety Derek Elley assenyala que, tot i que no és del tot original en el seu contingut, la seva execució i inventiva són impressionants.
La pel·lícula va rebre un llançament en DVD de DreamWorks el 16 d'octubre de 2007. L'estrena als Estats Units és 24 minuts més curta que l'original. Compta amb una banda sonora japonesa estèreo Dolby Digital 5.1 i Dolby Digital, així com subtítols en anglès. Els subtítols són gairebé universalment criticats pels fans per ser enormement incomplets. En diverses ocasions manquen del tot; quan apareixen sovint difereixen completament del diàleg o el simplifiquen fins a tal punt que els elements clau de la trama i la força global de la història es redueixen.